# الأحوال (جريدة)
 الأحوال  هي دورية لبنانية تصدر باللغة العربية أسسها خليل البدوي في بيروت عام 1891م.